# پارلمان مونته‌نگرو
پارلمان مونته‌نگرو (مونته‌نگروئی: Скупштина Црне Горе) قانونگذار تک مجلسی مونته‌نگرو است. این پارلمان در حال حاضر ۸۱ نماینده دارد که هر یک از اعضا برای یک دوره چهار ساله انتخاب می‌شوند. در همه‌پرسی ۲۰۰۶، پارلمان در ۳ ژوئن ۲۰۰۶ استقلال مونته‌نگرو را اعلام و تصویب کرد. در این پارلمان اعضای مجلس با استفاده از نمایندگی تناسبی انتخاب می‌شوند.
پارلمان مونته‌نگرو در ابتدا توسط قانون اساسی سلطنتی مونته‌نگرو در سال ۱۹۰۵ تأسیس شد و به عنوان مجمع مردمی (Narodna skupština) نامیده شد. این پارلمان نقش قانونگذاری محدودی داشت و توسط مقامات سلطنتی مونته‌نگرو (شاهزاده) محدود می‌شد. اولین مجلس در سال ۱۹۰۶ تشکیل گردید. پس از الحاق پادشاهی مونته‌نگرو به پادشاهی یوگسلاوی در سال ۱۹۱۸، پارلمان مونته‌نگرو تا جنگ جهانی دوم منحل شد. تا اینکه مجددا پارلمان در سال ۱۹۴۴ در قالب مجمع ضد فاشیست آزادیبخش ملی مونته‌نگرو (CASNO) احیا شد که نام خود را به مجلس ملی مونته‌نگرو و بعداً به مجلس ملی تغییر داد. این امر تا سال ۱۹۴۶ ادامه داشت، تا اینکه مجلس جدیدی برای جمهوری فدرال مونته‌نگرو در SFR یوگسلاوی انتخاب گردید. مجلس فعلی بیست و سومین مجلس از زمان تأسیس مجلس می‌باشد.